# Prezydencki Medal Wolności
Prezydencki Medal Wolności (ang. Presidential Medal of Freedom) – najwyższe amerykańskie odznaczenie cywilne, nadawane przez prezydenta Stanów Zjednoczonych obywatelom amerykańskim oraz cudzoziemcom za szczególnie wybitny wkład w dziedzinie bezpieczeństwa lub narodowych interesów Stanów Zjednoczonych, pokoju światowego, kultury, jak również innych znaczących dokonań w sferze publicznej lub prywatnej.

## Historia i sposób noszenia
Ustanowiony 22 lutego 1963 przez Johna Kennedy’ego, zastąpił Medal Wolności ustanowiony przez Harry’ego Trumana w 1945 (nadawany za służbę i zasługi cywilne podczas II wojny światowej).
Odznaczenie ma dwa stopnie:
- Prezydencki Medal Wolności – noszony na wstędze na szyi
- Prezydencki Medal Wolności z Wyróżnieniem (Presidential Medal of Freedom with Distinction) – noszony na wstędze na szyi, odznaka medalu ma większe wymiary; na ubiorze wieczorowym – frak (white tie) – noszony jest w postaci gwiazdy po lewej stronie piersi, ze wstęgą przez prawe ramię.

Medal może zostać przyznany pośmiertnie. W dwóch przypadkach medal został nadany tej samej osobie dwukrotnie. Wstążka medalu jest niebieska z białymi paskami wzdłuż brzegów.

Insygnia Prezydenckiego Medalu Wolności
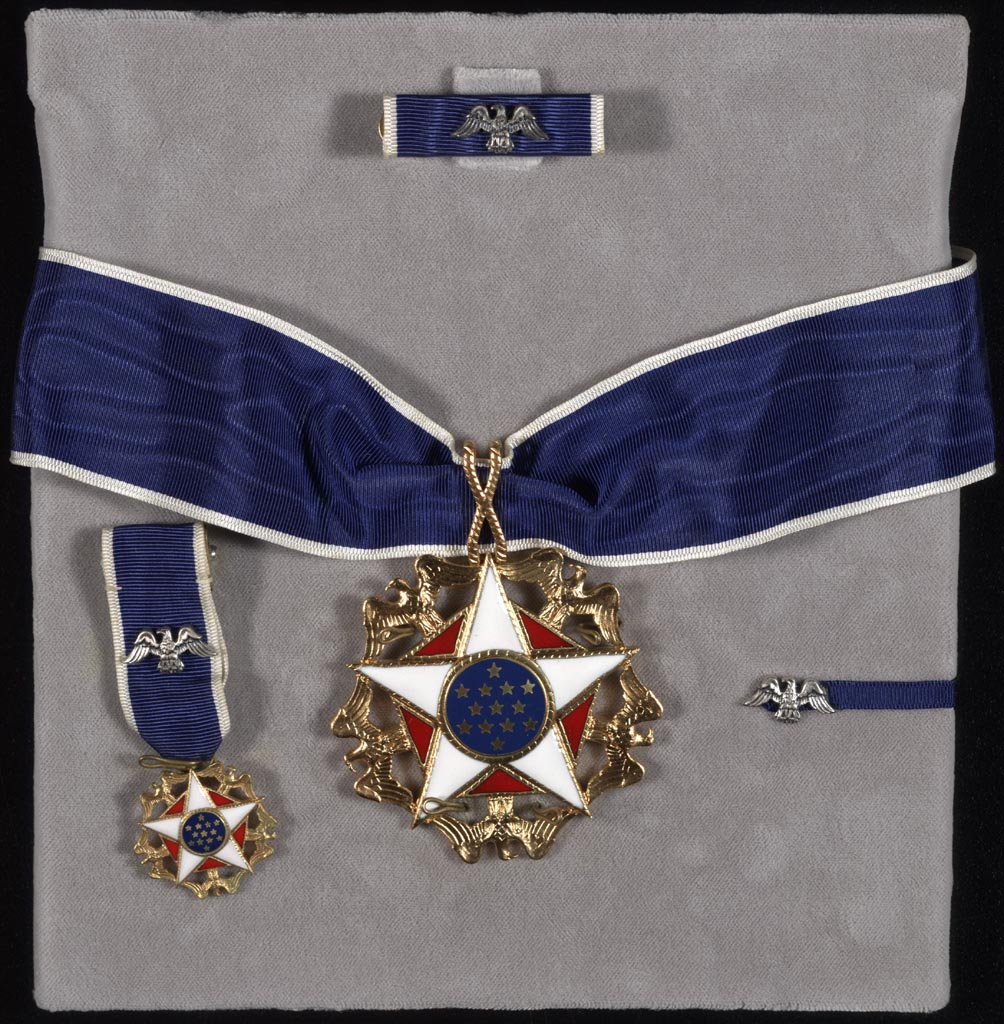
Pełne odznaczenie, miniaturka, wpinka, baretka
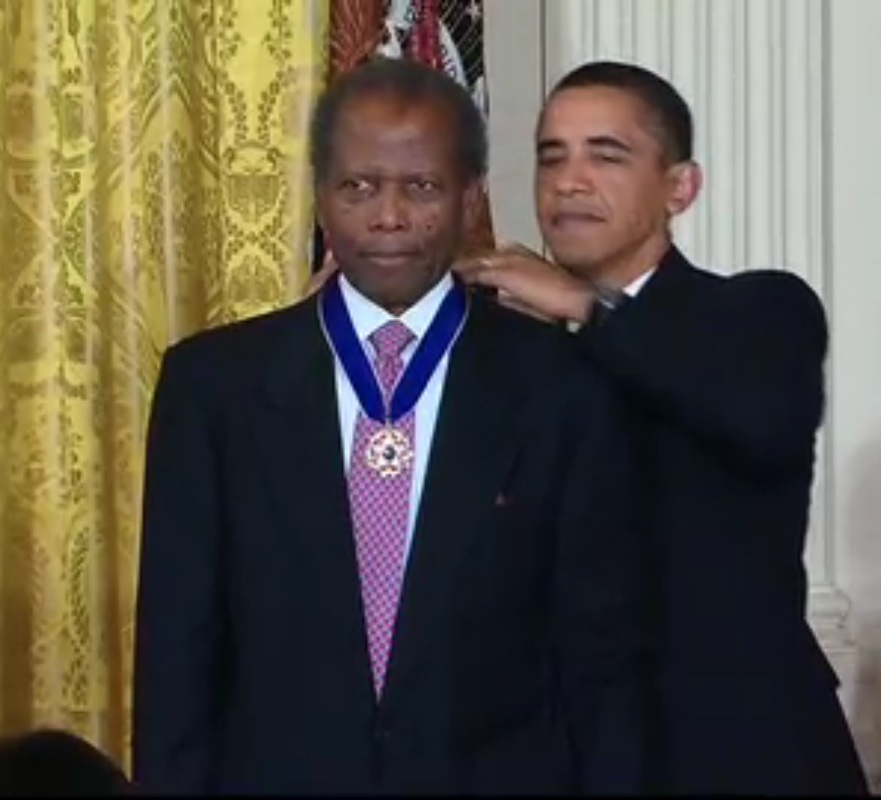
Sidney Poitier dekorowany Prezydenckim Medalem Wolności, 2009
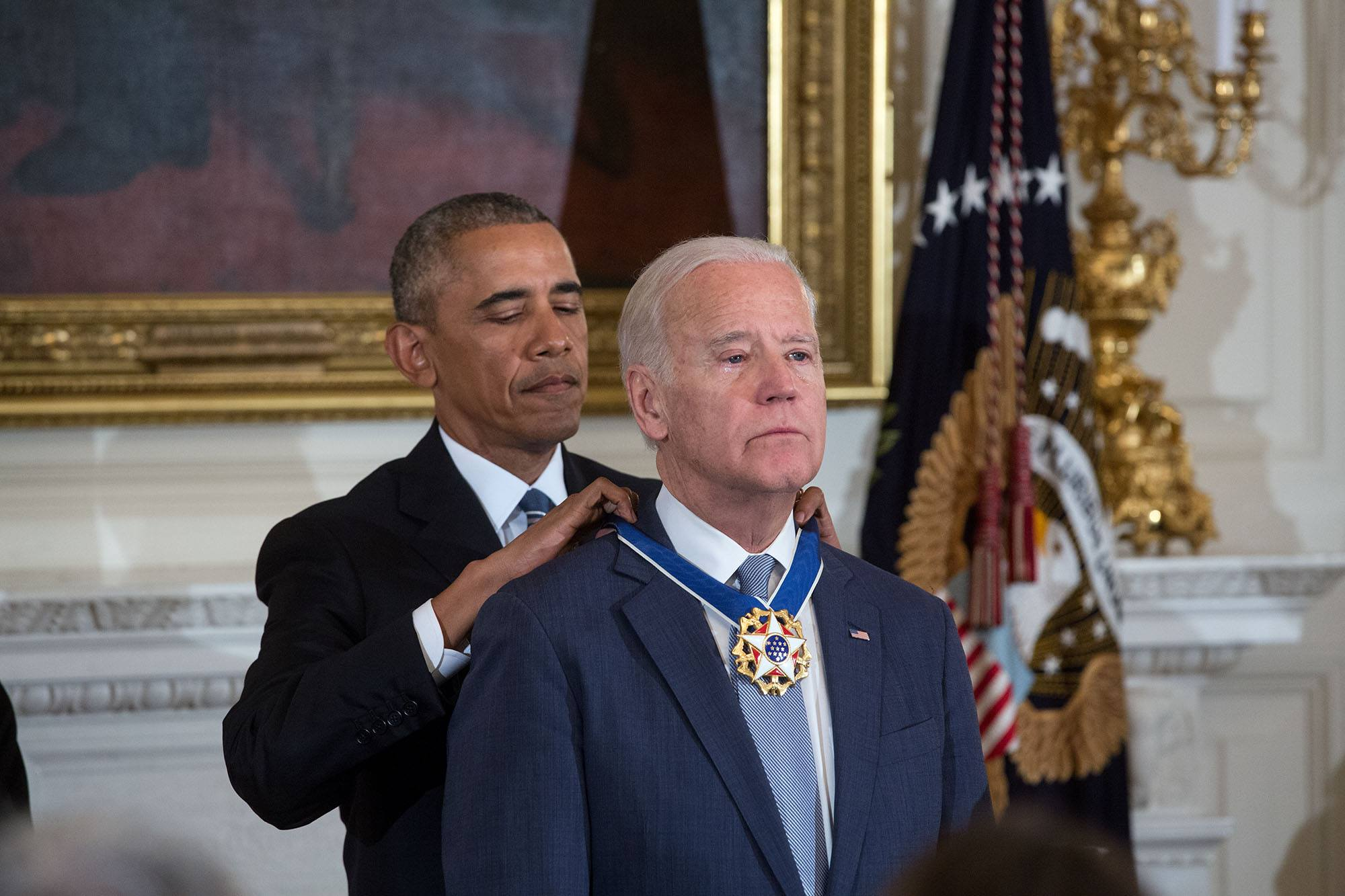
Joe Biden dekorowany Prezydenckim Medalem Wolności z Wyróżnieniem, 2017
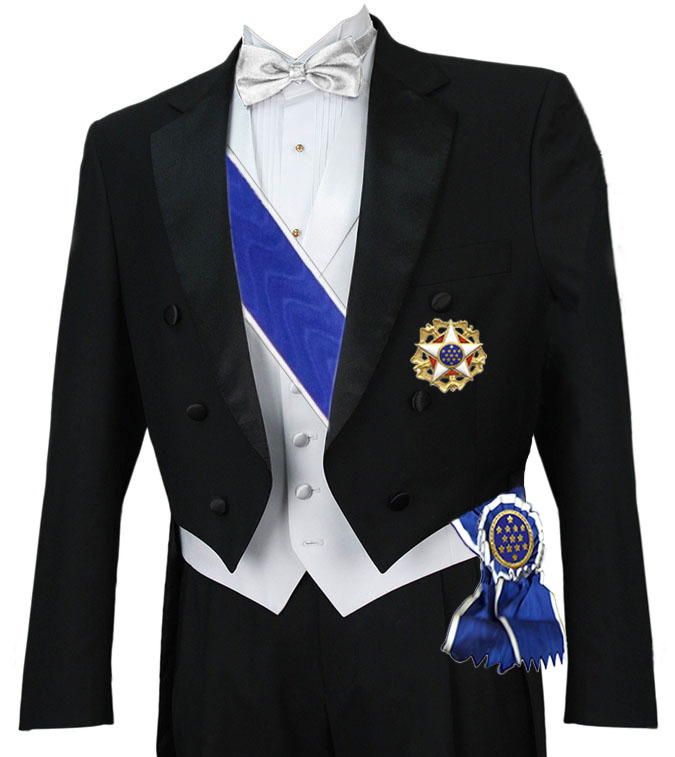
Sposób noszenia Prezydenckiego Medalu Wolności z Wyróżnieniem na fraku
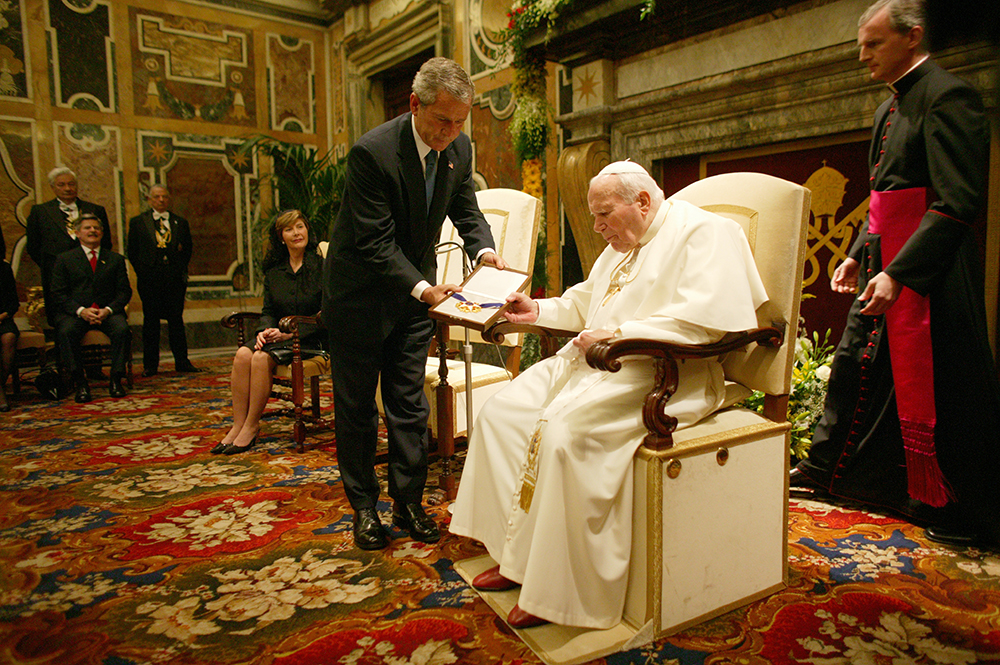
Prezydent Stanów Zjednoczonych George W. Bush wręcza papieżowi Janowi Pawłowi II Prezydencki Medal Wolności z Wyróżnieniem, 2004